# Gabriel Marcel
Honoré Gabriel Marcel (7 tháng 12 năm 1889 - 8 tháng 10 năm 1973 ) là một nhà triết học người Pháp. Ông đã đưa ra khái niệm chủ nghĩa hiện sinh sau thế chiến I dù lúc đó ông còn là một người vô thần, ông là một nhà hiện sinh hàng đầu Kitô giáo, và là tác giả của khoảng 30 vở kịch.
Ông tập trung vào cuộc đấu tranh của cá nhân hiện đại trong một xã hội mất nhân tính công nghệ. Mặc dù thường được coi là hiện sinh Pháp đầu tiên, ông không liên hệ mình với các nhân vật như Jean-Paul Sartre, thay vì đó ông ưa thích thuật ngữ triết học hiện sinh để xác định tư tưởng riêng của mình. Le Mystère de l'être (Huyền nhiệm hữu thể) là một tác phẩm hai tập nổi tiếng của Marcel. Ngoài việc là một nhà viết kịch và triết gia, Marcel cũng là một nhà phê bình âm nhạc.

## Tiểu sử
Marcel sinh ra và qua đời tại Paris. Mẹ cậu qua đời khi ông còn trẻ và cậu đã được nuôi dưỡng bởi bà dì và cha của mình (sau này cha ông và bà dì này kết hôn). Khi cậu lên tám tuổi, cậu chuyển đến Stockholm sống trong một năm, nơi cha cậu là công sứ toàn quyền.
Marcel đã tốt nghiệp agrégation (thạc sĩ) triết học vào năm 1910 lúc 21 tuổi. Trong cuộc chiến tranh thế giới thứ nhất, anh làm người đứng đầu của sở thông tin, tổ chức bởi Hội chữ thập đỏ để chuyển tải tin tức của những người lính bị thương cho các gia đình của họ. Anh giảng dạy trong trường trung học, là một nhà phê bình phim truyền hình cho các tạp chí văn học khác nhau, và làm việc một biên tập viên cho Plon, nhà xuất bản Công giáo lớn của Pháp. 
Cha của Marcel là người theo thuyết bất khả tri, và còn ông là người vô thần cho đến khi chuyển đổi của ông với đạo Công giáo vào năm 1929. Marcel đã phản đối chủ thuyết chống Do Thái và hỗ trợ tiếp cận phi Công giáo.

## Tác phẩm
- Le Mystère de l'être (Huyền nhiệm hữu thể)
- Être et avoir (Hiện hữu và sở hữu) (1918-1933), Paris, Aubier, 1935.
- Journal métaphysique (Nhật ký siêu hình học) (1914-1923), Paris, Gallimard, 1927.